# 適正
| ウィキペディアには「適正」という見出しの百科事典記事はありません（タイトルに「適正」を含むページの一覧/「適正」で始まるページの一覧）。 代わりにウィクショナリーのページ「適正」が役に立つかもしれません。 |